# !!!
!!! (такође: три узвичника) су америчка музичка група основана 1996. године из Њујорка. Свирају прогресивни рок са примјесама различитих музичких праваца, као на примјер, инди, диско, фанк и денс. Сами себе означавају као „андерграунд“ бенд, али ипак имају доста обожавалаца и привлаче пажњу у медијима алтернативне сцене.
Послије више мањих пројеката, године 2000. је изашао њихов први албум, !!!. Три године касније су објавили сингл Me and Giuliani Down by the Schoolyard. Овај дуги „саундтрек“ комбинује хаус ритмове са фанк-басовима, психоделичним гитарама и неповезаним стиховима. Ипак је веома добро прихваћен од стране критике и уврштен у врх ранг-листе часописа Спекс (Spex), за најбоље остварење те године.

## Име групе
Име групе „!!!“ се изговара као произвољна три гласа, најчешће „чк, чк, чк“ и инспирисано је филмским титлом, при говору бушмана у филму Богови су пали на теме.

## Чланови
- Ник Офер (Nic Offer) - вокал
- Алан Вилсон (Allan Wilson) - дувачки инструменти, удараљке, клавир
- Марио Андреони (Mario Andreoni) - гитара
- Тајлер Поуп (Tyler Pope) - гитара, електронски инструменти
- Џастин Ван Дер Волген (Justin Van Der Volgen) - бас
- Ден Гормен (Dan Gorman) - дувачки инструменти, удараљке, клавир
- Џери Фукс (Jerry Fuchs) - бубњеви
  - Џон Пуг (John Pugh) (бивши члан) - вокал, удараљке,
  - Мајкл Гијус (Mikel Gius) (бивши члан - преминуо 2005. године) - бубњеви
  - Џејсон Ресин (Jason Racine) (бивши члан)

## Дискографија
- !!! (1997)
- , 7″ (1998)
- ,  (1998)
- , 12″ (заједно са Out Hud, 1999)
- !!! (2000)
- ,  (2003)
- , 12″ (2004)
- ,  (2004)
- , 12″ (2004)
- , CD (2007)